# GALACTICA GOLDENBALL
『GALACTICA GOLDENBALL』（ギャラクティカ・ゴールデンボール）は、FM-FUJIで2011年4月1日より2012年3月30日に金曜夜21:00 - 23:00、東京・代々木にあるSTUDIO ViViDから生放送されていたラジオ番組。
前日まで2年間放送されていた『NEVERMIND!!』を引き継ぐ形としてスタート。月曜から木曜日は『YOYOGI PAIRATES』として帯番組となったが、当番組は単独枠で独立した。リスナー参加型コーナー等のほか、21時台、22時台にはゲストが毎週出演する。なお、毎回異なるテーマが設定され、テーマは番組内で発表される。
前番組から引き続き、USTREAMによる全世界へ同時配信がされており、パソコン・iPhoneからも視聴が出来るようになっている。USTREAMからのみ放送終了後（23:00 - ）、番外編として配信している。なお、後番組の制約がなくなったため、番外編は例外を除き毎週配信になった。
2012年3月23日の放送のラストで、次週3月30日の放送で最終回であることが発表された。

## タイムテーブル（2011年現在）
- 21:20 - ：CSI IQ

かながわIQが興味のあることをしゃべるコーナー。また、エアギタージャパンの大会等のイベント告知などもこのコーナーで発表される。
- 21:30 - ：CSI ○○

アイドルゲストが、ランキングを作って発表するトークコーナー。○○にはゲストの名前が入る。
- 21:45 - ：ギャラクティカ・フォーゼ

リスナーとの電話コーナー。リスナーとアイドルゲストが、毎月出されるお題に添った一言で対決する。
ゲストが勝利するとPRタイムが与えられ、リスナーが勝つと勝利数で変わる称号が与えられる。
このコーナーには、番組で定めた「ギャラクティカ四天王」といわれるリスナーが存在し、常連で出演する。
- 22:00 - ：バトルスターアーティスト

主にアーティストゲストのコーナー。
- 23:00 - ：マツラジ

USTREAMのみのコーナー。かながわIQと、スタッフである番組構成作家とのゆるいフリートークコーナー。
特に終了時間は決められていないのか、話が盛り上がると30分以上になることがある。
なお、21時から22時までは、アイドルゲストが特別補佐官(アシスタント)として参加している。

### 以前行われていたコーナー
- ギャラクティカ・000

000はオーズと読む。前番組からの引き続きのリスナーとの電話コーナーで、リスナー同士が毎月出されるお題に添った一言で対決する勝ち抜き戦であった。2011年5月より、ギャラクティカ・フォーゼと入れ替わる形で終了。